# Loxobates ornatus
Loxobates ornatus là một loài nhện trong họ Thomisidae.
Loài này thuộc chi Loxobates. Loxobates ornatus được Tord Tamerlan Teodor Thorell miêu tả năm 1891.